# Tour Rouge (Trèves)
La Tour Rouge (ou Tour du Palais électoral) est un édifice faisant partie du palais du Prince-électeur de Trèves en Rhénanie-Palatinat. 
La Tour Rouge a été construite en 1647, Philipp Christoph von Sötern était alors électeur de Trèves. Bâtiment carré et massif, elle abritait alors la chancellerie et les archives du palais. Vers 1830, la Tour Rouge a été surélevée d'un étage. Depuis les destructions de la Seconde Guerre Mondiale, elle est isolée du château, et sert de clocher à la Basilique de Constantin depuis 1968, date à laquelle elle a été dotée à nouveau d'un toit baroque. 

## Littérature
- Eberhard Zahn : La Tour Rouge dans « Nouvel Annuaire de Trèves 1963 », auto-édité par l'Association de Trèves, 1963, pp. 57–63

## Liens Web
- Läuten der Glocken (im Roten Turm neben der Kirche), Youtube